# Panarabische Spiele 2023/Badminton
Bei den Panarabischen Spielen 2023 wurden vom 5. bis zum 10. Juli 2023 in Algier fünf Badmintonwettbewerbe ausgetragen.

## Sieger und Platzierte
| Disziplin    | Gold                               | Silber                                  | Bronze                                          |
| ------------ | ---------------------------------- | --------------------------------------- | ----------------------------------------------- |
| Herreneinzel | Adnan Hasan                        | Adel Hamek                              | Youcef Sabri Medel                              |
| Herreneinzel | Adnan Hasan                        | Adel Hamek                              | Bahaedeen Ahmad Alshannik                       |
| Dameneinzel  | Maryam Abuarrah                    | Marah Omar                              | Sanaa Mahmoud                                   |
| Dameneinzel  | Maryam Abuarrah                    | Marah Omar                              | Tanina Mammeri                                  |
| Herrendoppel | Koceila Mammeri Youcef Sabri Medel | Adel Hamek Mohamed Abderrahim Belarbi   | Bahaedeen Ahmad Alshannik Izzeldeen Abu Arrah   |
| Herrendoppel | Koceila Mammeri Youcef Sabri Medel | Adel Hamek Mohamed Abderrahim Belarbi   | Sif Eddine Larbaoui Mohamed Abdelaziz Ouchefoun |
| Damendoppel  | Linda Mazri Yassmina Chibah        | Tanina Mammeri Halla Bouksani           | Houda Ferd Nihad Benhaoua                       |
| Damendoppel  | Linda Mazri Yassmina Chibah        | Tanina Mammeri Halla Bouksani           | Sanaa Mahmoud Ranim Hasbani                     |
| Mixed        | Koceila Mammeri Tanina Mammeri     | Mohamed Abderrahime Belarbi Linda Mazri | Mohamed Abdelaziz Ouchefoun Halla Bouksani      |
| Mixed        | Koceila Mammeri Tanina Mammeri     | Mohamed Abderrahime Belarbi Linda Mazri | Sif Eddine Larbaoui Yassmina Chibah             |

## Teilnehmende Länder
- Algerien
- Bahrain
- Irak
- Jordanien
- Kuwait
- Katar
- Saudi-Arabien
- Syrien
- Tunesien
- Vereinigte Arabische Emirate

## Teilnehmer
| Land                         | Männer | Frauen | Gesamt |
| ---------------------------- | --- | --- | ------ |
| Algerien                     | 1. Koceila Mammeri 2. Adel Hamek 3. Mohamed Abderrahime Belarbi 4. Sif Eddine Larbaoui 5. Samy Khaldi 6. Mustapha Kessari 7. Youcef Sabri Medel 8. Mohamed Abdelaziz Ouchefoun 9. Daoud Aymen | 1. Tanina Mammeri 2. Halla Bouksani 3. Linda Mazri 4. Yassmina Chibah 5. Rahima Sefsaf 6. Houda Ferd 7. Nihad Benhaoua 8. Dounia Naâma | 17     |
| Bahrain                      | 1. Adnan Hasan 2. Jaafar Hasan | | 2      |
| Irak                         | 1. Yousif Khudhur 2. Murtadha Allahigy 3. Muntadher Allahigy 4. Karrar Al-Humairi | 1. Hajir Haneer 2. Maryam Mahdi 3. Maryam Haneer 4. Sana Eisaq                                                                         | 8      |
| Jordanien                    | 1. Bahaedeen Ahmad Alshannik 2. Izzeldeen Abu Arrah | 1. Marah Omar 2. Maryam Abuarrah | 4      |
| Kuwait                       | 1. Abdalhadi Mohammed 2. Hussain Mohammad | 1. Zainab Abdullah 2. Fatemah Daham | 4      |
| Katar                        | 1. Saoud Abdulkareem 2. Fahad Al-Mahmoud 3. Bakhit Al-Ghanim 4. Sultan Am-Malki | | 4      |
| Saudi-Arabien                | 1. Yazan Saigh 2. Abdullah Meshal Aldawsari 3. Muath Alghamdi 4. Mahd Shaikh 5. Nawaf Alghamdi                                                                                                | 1. Khadijah Kawthar 2. Haya Almudarra 3. Fatumah Mousa                                                                                 | 8      |
| Syrien                       | 1. Ahmad Aljallad 2. Amjad Al Fassih 3. Mikhail Gelashvili | 1. Sanaa Mahmoud 2. Ranim Hasbani 3. Dasha Dhedhula                                                                                    | 8      |
| Tunesien                     | 1. Mohamed Tarhouni 2. Oubeid Kasraoui 3. Ahmed Chtioui | 1. Safa Jebali 2. Narim Jebali 3. Wiem Ben Ahmed                                                                                       | 6      |
| Vereinigte Arabische Emirate | 1. Mohammad Flamarzi 2. Abdulaziz Mohamed 3. Naser Alsayegh 4. Hamid Almazrouei | 1. Maryam Alblooshi 2. Ghadeer Altahri 3. Farah Alhajji 4. Hind Alhelali                                                               | 8      |